# Kevin Serapio
Kevin José Serapio Oviedo (9 aprile 1996) è un calciatore nicaraguense, centrocampista del Managua e della Nazionale nicaraguense.

## Caratteristiche tecniche
Mediano, può essere schierato anche come terzino destro.

## Carriera

### Nazionale
Ha debuttato in Nazionale il 3 marzo 2019, nell'amichevole Bolivia-Nicaragua (2-2), subentrando a Renato Punyed al minuto 70. Ha partecipato, con la Nazionale, alla CONCACAF Gold Cup 2019.

## Statistiche

### Cronologia presenze e reti in nazionale
| Cronologia completa delle presenze e delle reti in nazionale ― Nicaragua | Cronologia completa delle presenze e delle reti in nazionale ― Nicaragua | Cronologia completa delle presenze e delle reti in nazionale ― Nicaragua | Cronologia completa delle presenze e delle reti in nazionale ― Nicaragua | Cronologia completa delle presenze e delle reti in nazionale ― Nicaragua | Cronologia completa delle presenze e delle reti in nazionale ― Nicaragua | Cronologia completa delle presenze e delle reti in nazionale ― Nicaragua | Cronologia completa delle presenze e delle reti in nazionale ― Nicaragua |
| Data                                                                     | Città                                                                    | In casa                                                                  | Risultato                                                                | Ospiti                                                                   | Competizione                                                             | Reti                                                                     | Note                                                                     |
| ------------------------------------------------------------------------ | ------------------------------------------------------------------------ | ------------------------------------------------------------------------ | ------------------------------------------------------------------------ | ------------------------------------------------------------------------ | ------------------------------------------------------------------------ | ------------------------------------------------------------------------ | ------------------------------------------------------------------------ |
| 3-3-2019                                                                 | Sucre                                                                    | Bolivia                                                                  | 2 – 2                                                                    | Nicaragua                                                                | Amichevole                                                               | -                                                                        | 70’                                                                      |
| 27-3-2019                                                                | Managua                                                                  | Nicaragua                                                                | 0 – 1                                                                    | Guatemala                                                                | Amichevole                                                               | -                                                                        | 78’                                                                      |
| 21-6-2019                                                                | Frisco                                                                   | Nicaragua                                                                | 0 – 2                                                                    | Haiti                                                                    | Gold Cup 2019 - 1º turno                                                 | -                                                                        | 89’                                                                      |
| 25-6-2019                                                                | Harrison                                                                 | Bermuda                                                                  | 2 – 0                                                                    | Nicaragua                                                                | Gold Cup 2019 - 1º turno                                                 | -                                                                        | 84’                                                                      |
| 6-9-2019                                                                 | Managua                                                                  | Nicaragua                                                                | 1 – 1                                                                    | Saint Vincent e Grenadine                                                | CONCACAF Nations League 2019-2020 - 1º turno                             | -                                                                        |                                                                          |
| 9-9-2019                                                                 | Paramaribo                                                               | Suriname                                                                 | 6 – 0                                                                    | Nicaragua                                                                | CONCACAF Nations League 2019-2020 - 1º turno                             | -                                                                        |                                                                          |
| 12-10-2019                                                               | Managua                                                                  | Nicaragua                                                                | 3 – 1                                                                    | Dominica                                                                 | CONCACAF Nations League 2019-2020 - 1º turno                             | -                                                                        |                                                                          |
| 14-10-2019                                                               | Roseau                                                                   | Dominica                                                                 | 0 – 4                                                                    | Nicaragua                                                                | CONCACAF Nations League 2019-2020 - 1º turno                             | -                                                                        | 90’                                                                      |
| 11-11-2019                                                               | Managua                                                                  | Nicaragua                                                                | 0 – 1                                                                    | Cuba                                                                     | Amichevole                                                               | -                                                                        |                                                                          |
| 15-11-2019                                                               | Kingstown                                                                | Saint Vincent e Grenadine                                                | 1 – 0                                                                    | Nicaragua                                                                | CONCACAF Nations League 2019-2020 - 1º turno                             | -                                                                        |                                                                          |
| 19-11-2019                                                               | Managua                                                                  | Nicaragua                                                                | 1 – 2                                                                    | Suriname                                                                 | CONCACAF Nations League 2019-2020 - 1º turno                             | -                                                                        |                                                                          |
| 26-2-2020                                                                | Managua                                                                  | Nicaragua                                                                | 0 – 0                                                                    | Panama                                                                   | Amichevole                                                               | -                                                                        | 28’                                                                      |
| 7-10-2020                                                                | Managua                                                                  | Nicaragua                                                                | 0 – 0                                                                    | Guatemala                                                                | Amichevole                                                               | -                                                                        | 66’ 90’                                                                  |
| 11-10-2020                                                               | Comayagua                                                                | Honduras                                                                 | 1 – 1                                                                    | Nicaragua                                                                | Amichevole                                                               | -                                                                        | 24’                                                                      |
| 24-2-2021                                                                | Città del Guatemala                                                      | Guatemala                                                                | 1 – 0                                                                    | Nicaragua                                                                | Amichevole                                                               | -                                                                        | 66’                                                                      |
| 5-6-2021                                                                 | Managua                                                                  | Nicaragua                                                                | 3 – 0                                                                    | Belize                                                                   | Qual. Mondiali 2022                                                      | -                                                                        |                                                                          |
| 8-6-2021                                                                 | Port-au-Prince                                                           | Haiti                                                                    | 1 – 0                                                                    | Nicaragua                                                                | Qual. Mondiali 2022                                                      | -                                                                        | 34’, 84’                                                                 |
| 8-9-2021                                                                 | Antigua Guatemala                                                        | Guatemala                                                                | 2 – 2                                                                    | Nicaragua                                                                | Amichevole                                                               | -                                                                        | 73’                                                                      |
| 11-11-2021                                                               | Managua                                                                  | Nicaragua                                                                | 0 – 3                                                                    | Cuba                                                                     | Amichevole                                                               | -                                                                        | 74’                                                                      |
| 14-11-2021                                                               | Managua                                                                  | Nicaragua                                                                | 2 – 0                                                                    | Cuba                                                                     | Amichevole                                                               | 1                                                                        |                                                                          |
| 25-3-2023                                                                | Managua                                                                  | Nicaragua                                                                | 4 – 1                                                                    | Saint Vincent e Grenadine                                                | CONCACAF Nations League 2022-2023 - 1º turno                             | -                                                                        | 86’                                                                      |
| 28-3-2023                                                                | Bacolet                                                                  | Trinidad e Tobago                                                        | 1 – 1                                                                    | Nicaragua                                                                | CONCACAF Nations League 2022-2023 - 1º turno                             | -                                                                        | 73’                                                                      |
| 11-6-2023                                                                | Penonomé                                                                 | Panama                                                                   | 3 – 2                                                                    | Nicaragua                                                                | Amichevole                                                               | -                                                                        | 82’                                                                      |
| 15-6-2023                                                                | Montevideo                                                               | Uruguay                                                                  | 4 – 1                                                                    | Nicaragua                                                                | Amichevole                                                               | -                                                                        | 44’ 46’                                                                  |
| 18-6-2023                                                                | Asunción                                                                 | Paraguay                                                                 | 2 – 0                                                                    | Nicaragua                                                                | Amichevole                                                               | -                                                                        | 67’                                                                      |
| 27-5-2024                                                                | San Jose                                                                 | Guatemala                                                                | 1 – 1                                                                    | Nicaragua                                                                | Amichevole                                                               | -                                                                        | 36’ 45’                                                                  |
| Totale                                                                   |                                                                          | Presenze                                                                 | 26                                                                       |                                                                          | Reti                                                                     | 1                                                                        |                                                                          |